# Liste der Naturdenkmale in Rieschweiler-Mühlbach
Die Liste der Naturdenkmale in Rieschweiler-Mühlbach nennt die im Gemeindegebiet von Rieschweiler-Mühlbach ausgewiesenen Naturdenkmale (Stand 23. Mai 2024).

## Naturdenkmale
| Nr.         | Bezeichnung   | Lage                                                   | Beschreibung    | Bild                                    |
| ----------- | ------------- | ------------------------------------------------------ | --------------- | --------------------------------------- |
| ND-7340-273 | Dicke Eiche   | Rieschweiler, östlich des Ortes am Sportplatz Lage     | Quercus sp.     | Direkt Bild zu diesem Denkmal hochladen |
| ND-7340-274 | Trillerfelsen | Rieschweiler, nordöstlich des Ortes am Heidenberg Lage | Felsenformation | Direkt Bild zu diesem Denkmal hochladen |